# Агарн
Агарн (нім. Agarn) — громада  в Швейцарії в кантоні Вале, округ Лойк.

## Географія
Громада розташована на відстані близько 75 км на південь від Берна, 25 км на схід від Сьйона.
Агарн має площу 7,7 км², з яких на 4,3% дозволяється будівництво (житлове та будівництво доріг), 17,1% використовуються в сільськогосподарських цілях, 32,9% зайнято лісами, 45,7% не є продуктивними (річки, льодовики або гори).

## Демографія
2019 року в громаді мешкало 723 особи (-8,4% порівняно з 2010 роком), іноземців було 10,1%. Густота населення становила 95 осіб/км².
За віковим діапазоном населення розподілялося таким чином: 15,1% — особи молодші 20 років, 65,7% — особи у віці 20—64 років, 19,2% — особи у віці 65 років та старші. Було 304 помешкань (у середньому 2,3 особи в помешканні).
Із загальної кількості 196 працюючих 19 було зайнятих в первинному секторі, 72 — в обробній промисловості, 105 — в галузі послуг.